# بيتر راجا
بيتر راجا هو لاعب كرة قدم ماليزي في مركز حراسة المرمى، ولد في 1 أبريل 1951 في سنغافورة، وتوفي في 14 نوفمبر 2014 في سانداكان في ماليزيا بسبب نوبة قلبية. شارك مع منتخب ماليزيا لكرة القدم. أما مع النوادي، فقد لعب مع نادي صباح.

## وصلات خارجية
- بيتر راجا على موقع الاتحاد الدولي (مؤرشف)  (الإنجليزية)
- بيتر راجا على موقع قاعدة بيانات كرة القدم.إي يو (الإنجليزية)